# Черствятское
Черствя́тское (также Черствяты; бел. Чарсцвя́цкае / Чарсцвяты) — озеро в Ушачском районе Витебской области Беларуси. Входит в группу Ушачских озёр. Относится к бассейну реки Дива, в свою очередь входящей в бассейн Туровлянки. Самое крупное по площади из озёр Ушачской группы.

## География
Озеро Черствятское расположено в 15 км к востоку от городского посёлка Ушачи. Высота над уровнем моря составляет 128,9 м.
По берегам водоёма располагаются деревня Слобода и другие небольшие населённые пункты.
Черствятское — самое крупное по площади озеро Ушачской группы. Площадь его поверхности составляет 9,35 км². Длина — 6,85 км, наибольшая ширина — 2,5 км. Длина береговой линии — 19,2 км. Объём воды в озере составляет 20,7 млн м³. Наибольшая глубина — 4,3 м, средняя — 2,2 м. Площадь водосбора — 152 км².

## Морфология
Котловина озера термокарстового типа, овальной формы, вытянутая с северо-запада на юго-восток. Склоны крутые, суглинистые. Высота склонов составляет 5—10 м, а на юге и западе достигает 10—18 м. Восточный и северо-восточный склоны местами подвержены абразии, К западу и юго-западу от озера проходит двухступенчатая надпойменная терраса. Первая ступень, ближняя к берегу, занята суходольным лугом. Её высота составляет 1—1,5 м, ширина — до 50 м. Вторая ступень, сложенная озёрными песками и супесями на моренной подстилке, достигает 100 м в ширину и 10 м в высоту.
Береговая линия относительно ровная, однако в северо-западной части озера имеется несколько небольших заливов и мысов. Берега низкие, плавно переходящие в заболоченную пойму. Ширина поймы на юго-западе, юго-востоке и северо-востоке местами увеличивается до 150 м. Берега покрыты кустарником и редколесьем.
Ложе озера отличается разнообразием благодаря восьми островам общей площадью 0,8 км², расположенным вдоль продольной оси озера. Наиболее крупные из них покрыты лесом и носят собственные названия: Хутор, Вележье, Козлячий. Максимальная глубина отмечается в юго-восточной части озера, в 0,26 км к востоку от острова Вележье.
Ширина мелководья достигает 100 м. Глубины до 2 м занимают 49 % площади озера. Дно до глубины 0,5 — 1 м песчаное с примесью грубодетритового вещества. Возле деревни Слобода присутствует мергелистый участок мелководья. Глубже донные отложения представлены высокозольными кремнезёмистыми сапропелями. Сапропели лежат поверх слоёв глинистого ила, в свою очередь подстилаемых глинами и песками. Максимальная суммарная мощность отложений отмечается в центре водоёма и составляет 12 м.
Залежи сапропеля покрывают 80 % озёрной чаши. Общие запасы составляют 35 млн м, средняя мощность — 4,7 м. Естественная влажность — 83 %, зольность — 49—63 %. Содержание в сухом остатке: окислов кальция — 3,1 %, магния — 1,4 %, железа — 4,3 %.

## Гидрология
В озеро Черствятское впадают река Выдрица и 3 ручья; вытекает ручей Горбатица, впадающий в озеро Паульское. Степень проточности водоёма невысока. Тем не менее, конус выноса Выдрицы прослеживается до середины озера. Приходную часть водного баланса в значительной степени обеспечивают атмосферные осадки, расходную — испарение с водного зеркала.
В безлёдный период вода благодаря мелководности и слабой проточности озера интенсивно прогревается и перемешивается ветром, а верхние слои перенасыщаются кислородом. Зимой в придонных областях температура воды не опускается ниже 4°, а кислород может исчезать полностью.
Черствятское является типичным эвтрофным водоёмом с невысокой прозрачностью, повышенной минерализацией и повышенной кислотностью воды, особенно в придонных слоях. В летнее время минерализация воды составляет 250 мг/л, прозрачность достигает 1 м, водородный показатель превышает 8. Зимой минерализация увеличивается до 300 мг/л, а прозрачность — до 2 м; водородный показатель снижается до 7, а у дна возникает кислая среда. Окисляемость воды в течение года варьируется от 7 до 12 м.

## Флора и фауна
Ширина полосы надводной растительности составляет от 20 до 200 м. Преобладают тростник, камыш, рогоз, манник. В отдельные тёплые сезоны может зарастать до половины площади дна. В северо-западной части озера встречаются макрофиты с плавающими листьями. Подводная растительность представлена рдестами, телорезом, горцем земноводным и ввиду невысокой прозрачности воды распространена меньше, чем надводная.
Фитопланктон отличается разнообразием и представлен 119 видами водорослей. По количеству видов преобладают зелёные водоросли, по объёму биомассы — сине-зелёные. Зоопланктон отличается значительным объёмом биомассы, составляющим 2,93 г/м³, при бедности видового состава. В настоящее время уменьшается массовая доля веслоногих ракообразных при увеличении ветвистоусых, что также свидетельствует об эвтрофикации водоёма. В зообентосе преобладают хирономиды и моллюски, а количество биомассы в летнее время составляет 10—11 г/м².
В озере водятся лещ, щука, окунь, плотва, краснопёрка, сазан, линь, карась, язь, густера, речной угорь, а также раки.

## Экологическая обстановка
Ввиду слабой проточности и малой глубины озеро Черствятское в значительной степени подвержено загрязнению. Существенную долю минеральных и органических загрязнителей вносит река Выдрица, в которую попадает большое количество болотных вод. Ещё одним существенным загрязнителем являются сельскохозяйственные стоки, содержащие соединения железа и аммиачные удобрения.
В конце зимы из-за отсутствия кислорода могут возникать заморы рыбы. В настоящее время отмечается деградация ихтиофауны.